# 快打旋風 (1994年電影)
《街头霸王》是1994年美国上映的一部电影，由斯蒂芬·E.德·索萨指导，尚格·云顿等人主演的剧情片，该电影主要讲述美国大兵盖尔和众人一起对抗维嘉的故事。该作品根据《街头霸王2》进行改编。

## 電影內容简介
记者春丽和一些人在一次调查军火交易的时候，意外的遇到了一个犯罪团伙，但是因为其实力不济，最后被犯罪团伙打败并被关押。
之后，盖尔和一些士兵也发现了这个犯罪团伙，并和春丽等人一起通过努力，将这个犯罪组织歼灭。

## 演员表
- 尚-克勞德·范·達美[4]
- 劳尔·胡里亚
- 温明娜
- 戴米恩·查帕
- 凯莉·米洛
- 文峰
- 小米盖尔-A·努耐兹
- 安德鲁·布莱尼亚斯基
- 西蒙·卡洛
- 泽田谦也
- 杰伊·塔瓦尔
- Joe Bugner
- 韦斯·斯塔迪
- Adrian Cronauer
- Ross Marsden
- Brian Moll
- 格兰德·L·布什
- Gregg Rainwater
- 宾尼·尤奎德兹
- Sander Vanocur
- 詹姆斯·科斯塔斯
- 罗珊·塞斯
- 爱德华·R·普列斯曼

## 职员表
- 制片人：格兰特·希尔、爱德华·R·普列斯曼、蒂姆·金尼曼
- 音乐：格里莫·瑞维尔
- 摄影：威廉·弗兰克
- 剪辑：多夫·霍尼希、爱德华·M·艾布拉姆斯、Robert F. Shugrue
- 选角：Steve Brooksbank、玛丽·乔·斯莱特
- 美术：伊恩·格雷西、Lek Chaiyan Chunsuttiwat、威廉·J·克雷伯
- 化妆：Janice Alexander、佐尔坦·埃雷克
- 副导演：詹姆斯·麦克特格、布莱特·波普尔维尔、查利·皮切尔尼
- 视觉特效：詹姆斯·罗杰斯、苏赞妮·M·本森、Lawrence E. Benson
- 动作特技：史蒂夫·莫里斯

## 製作
主體拍攝於1994年5月28日開始，於澳大利亚和泰国進行製作。

## 其他
- 因为一些原因，作品中的一部分角色改名。
- 饰演维嘉的演员因为自己的孩子喜欢《街头霸王2》于是决定出演还作品，并且在拍摄的时候，即使身患重病，也不使用替身来完成。
- 卡普空原本计划让日本人出演隆，但是因为其口音让别的演员听不明白，于是便让其他人饰演隆，而计划饰演隆的那个人则饰演了一个士兵。

## 備註
1. ↑  Levy, Emanuel. . Variety. December 26, 1994  [February 10, 2016]. （原始内容存档于2022-08-18）.
2. ↑  Frook, John Evan. . Variety. April 26, 1994  [August 12, 2022]. （原始内容存档于2022-08-13）.
3. ↑  . GamePro (60) (IDG). July 1994: 40–41.
4. ↑  Vazquez, Tiffany. . PBS. October 2, 2019  [24 December 2020]. （原始内容存档于2022-09-09）.
5. ↑  . The Hollywood Reporter 333 (22). 1994-08-09: 15-16, 18-19, 22-27, 30-32 （美国英语）.ProQuest 2362016313